# Недяк, Владимир Владимирович
Владимир Владимирович Недяк (р. 1955) — советский и украинский искусствовед, художник, издатель, фотожурналист, историк, этнограф, режиссёр кино и телевидения, собиратель украинских древностей.

## Биография
Родился 28 мая 1955 года в селе Веремеевка (ныне Чернобаевский район, Черкасская область, Украина). Основатель и генеральный директор частного историко-этнографического музея «Казацкие земли Украины», президент старейшего (с 1988 года) на Украине частного издательства «ЭММА», основатель и владелец арт-галереи АRT. ANT. DEKO «Гетманское сокровище». С 28 апреля 2011 года — член Совета по вопросам развития Национального культурно-художественного и музейного комплекса «Мистецький арсенал».

## Награды и премии
- Национальная премия Украины имени Тараса Шевченко (2006) — за иллюстрированную историю украинского казачества «Украина — казацкая держава»